# Хаїм Ґурі
Хаїм Ґурі (івр. חיים גורי; 9 жовтня 1923, Тель-Авів — 31 січня 2018) — ізраїльський поет, журналіст, режисер документального кіно. Лауреат Премії Ізраїлю 1988 року за поетичну діяльність.

## Джерело
- «Всесвіт» № 12 за 1995 рік (Спеціальний ізраїльський випуск), стор. 57-59